# Protium pittieri
Protium pittieri es una especie de planta con flor en la familia Burseraceae. Es endémica de  Costa Rica y Panamá. Está tratada en peligro de extinción por pérdida de hábitat.